# Elezioni amministrative triestine del 1952
Le elezioni amministrative triestine del 1952 si svolsero nella Zona A del Territorio Libero di Trieste l'AMGOT autorizzò le seconde elezioni nei sei comuni ricompresi, adottando come legislazione elettorale la stessa in vigore in Italia. Le elezioni si svolsero il 25 maggio 1952.

## Comune di Trieste
| Partiti                                         | Partiti                                                       | voti    | voti (%) | seggi | differenza seggi |
| ----------------------------------------------- | ------------------------------------------------------------- | ------- | -------- | ----- | ---------------- |
|                                                 | Democrazia Cristiana (DC)                                     | 59.130  | 33,04    | 28    | 3                |
| Partito Socialista della Venezia Giulia (PSVG)  | 10.412                                                        | 5,82    | 5        | 1     |                  |
| Partito Repubblicano Italiano (PRI)             | 8.401                                                         | 4,69    | 4        | 1     |                  |
| Partito Liberale Italiano (PLI)                 | 5.767                                                         | 3,22    | 3        | 2     |                  |
| Maggioranza governativa                         | 83.710                                                        | 46,77   | 40       | 7     |                  |
|                                                 | Fronte dell'Indipendenza per il Libero Stato Giuliano (FILSG) | 22.416  | 12,53    | 5     | 1                |
| Blocco Triestino (BT)                           | 4.491                                                         | 2,51    | 1        | =     |                  |
| Fronte Popolare Italo-Sloveno (FPIS)            | 4.914                                                         | 2,75    | 1        | =     |                  |
| Lega Nazionale Slovena (LNS)                    | 3.559                                                         | 1,99    | 1        | =     |                  |
| Totale coalizione                               | 35.380                                                        | 19,78   | 8        | 1     |                  |
|                                                 | Partito Comunista del Territorio Libero di Trieste (PCTLT)    | 30.976  | 17,31    | 6     | 7                |
| Partito Socialista Italiano (PSI)               | 2.608                                                         | 1,46    | 1        | 1     |                  |
| Movimento Autonomista Giuliano (MAG)            | 1.209                                                         | 0,68    | 0        | =     |                  |
| Totale coalizione                               | 34.793                                                        | 19,45   | 7        | 6     |                  |
|                                                 | Movimento Sociale Italiano (MSI)                              | 20.567  | 11,49    | 4     | =                |
| Partito Nazionale Monarchico (PNM)              | 2.910                                                         | 1,63    | 1        | 2     |                  |
| Fronte Nazionale Monarchico Qualunquista (FNMQ) | 1.582                                                         | 0,88    | 0        | =     |                  |
| Totale coalizione                               | 25.059                                                        | 14,00   | 5        | 2     |                  |
| Totale                                          | Totale                                                        | 178.942 |          | 60    |                  |

Sistema elettorale: maggioritario di coalizione